# Nikola Mitić
Nikola Mitić (* 27. November 1938 in Niš, Königreich Jugoslawien; † 25. Januar 2019) war ein jugoslawischer Opernsänger (Bassbariton).

## Leben
Nikola Mitić wurde nach dem Abitur Mitglied des Rundfunkchors von Radio Belgrad. Er schrieb sich dann an der Musikakademie Belgrad für Solo-Gesang ein, wo er Unterricht bei M. Stojadinović und M. Miklavčič erhielt. Weitere Studien erfolgten zur Vervollkommnung der Stimme bei dem Tenor Vladimiro Badiali in Mailand.
Bereits nach dem ersten Semester wurde er an die Nationaloper Belgrad engagiert und war nach einem Jahr (1964) der jüngste Solist am Haus. 1965 debütierte er an der Nationaloper Belgrad mit der Rolle des Valentin in Charles Gounods Oper Faust. Er war bis zu seinem Bühnenabschied ohne Unterbrechung festes Ensemblemitglied der Belgrader Nationaloper. Dort entwickelte sich Mitić zu einem der führenden Sänger im Bariton- und Bassbariton-Fach. Er trat insbesondere als Verdi-Interpret hervor, mit Partien wie Rigoletto, Marquis Posa, Macbeth, Simone Boccanegra und Jago. Zu seinen weiteren Hauptrollen gehörten Riccardo in I Puritani, Enrico in Lucia di Lammermoor, die Titelrolle in Figaros Hochzeit und die Titelpartien in den Tschaikowski-Opern Eugen Onegin und Mazeppa.
Mehrfach trat er auch am Slowenischen Nationaltheater Maribor auf, u. a. in der Spielzeit 1990/91 als Germont-père in La Traviata und im März 1996 als Rigoletto. 2003 gastierte er dort nochmals als Germont-père in der 100. Aufführung der Oper La Traviata an der Nationaloper Maribor.
1968 gastierte er mit dem Ensemble der Belgrader Oper in Kopenhagen, 1970 am Gran Teatre del Liceu in Barcelona. 1971 trat er am Teatro Comunale di Bologna als Jeletzky in Pique Dame auf. Im Februar 1971 gab er sein Debüt an der Wiener Staatsoper als Carlo in der Verdi-Oper La forza del destino. Er sang dort außerdem Silvio in I Pagliacci (1971–1975, mehrfach mit Wilma Lipp als Partnerin), Graf Luna in Il trovatore (November/Dezember 1973) und Germont-père in La Traviata (Januar 1974). In der Spielzeit 1971/72 gastierte er an der Berliner Staatsoper als Rigoletto. Er trat des Weiteren am Opernhaus von Philadelphia (1970), an der Deutschen Oper am Rhein Düsseldorf-Duisburg (1971), beim Festival von Perugia (1973), an der Oper Rom (1975) und am Opernhaus von Dublin (1976) auf.
Als Konzertsänger interpretierte Mitić Vokal- und Orchesterwerke von Bach, Bartok, Benjamin Britten, Gabriel Fauré, Händel und Strawinsky.
Seit 1992 unterrichtete er als Gesangspädagoge an der Nationaloper Belgrad. Im November 2018 wurde anlässlich seines 80. Geburtstags im Museum der Nationaloper Belgrad eine Ausstellung mit dem Titel Nikola Mitic – Bariton des 20. Jahrhunderts eröffnet.
Nikola Mitić besaß eine „pastose“, „im gesamten Register“ einheitliche, musikalische und geradlinige Stimme. Bei dem Label Myto wurde ein Live-Mitschnitt der Tschaikowski-Oper Mazeppa mit Mitić in der Titelrolle veröffentlicht.